# Levent Aktoprak
Levent Aktoprak (* 18. September 1959 in Ankara, Türkei) ist ein deutscher Schriftsteller, Hörfunk- und Fernsehjournalist.

## Leben
Aktoprak kam als Kleinkind nach Deutschland. Nach seinem Abitur an dem Städtischen Gymnasium in Bergkamen studierte er an der Gesamthochschule Wuppertal Soziologie, Pädagogik und Literaturwissenschaft. Seinen Abschluss holte er an der Fernuniversität in Hagen nach. Heute arbeitet er als freier Autor und Rundfunkjournalist für den Westdeutschen Rundfunk und den Deutschlandfunk.
Auf literarischem Gebiet betätigt sich Aktoprak als Erzähler, vornehmlich aber als Lyriker. Bereits 1980 erhielt er für einen Gedichtzyklus den Literatur-Förderpreis der Stadt Bergkamen. Später erschienen Gedichtbände wie Entwicklung (1983) und Unterm Arm die Odyssee (1990). In der Reportage Eine türkische Familie erzählt (1990) veröffentlichte Aktoprak sein Poem Das Meer noch immer im Kopf. Die Gedichte Unterm Arm die Odyssee und das Poem Das Meer noch immer im Kopf sind 2021 als Hardcover neu im Dagyeli Verlag Berlin erschienen. Außerdem sind seine Texte in verschiedenen Anthologien aufgenommen.
Seine Kleinkunstprogramme „Grenzen überwinden“ und „Sogar der Taxifahrer musste nachfragen“ mit Musikern wie zum Beispiel Kazim Çalisgan fanden besonders in der deutsch-türkischen Community große Resonanz.
Aktoprak moderierte verschiedene Rundfunksendungen, so zum Beispiel im WDR „Von Bosporus bis Gibraltar“ und „Piazza“. Und beim ZDF mehrere Jahre das Magazin „Nachbarn in Europa“. Heute ist er einem breiten Publikum als Moderator der Deutschlandfunk-Sendung „Tag für Tag – Informationen aus Religion und Gesellschaft“ bekannt.
Außerdem war er viele Jahre Präsident des sozial und kulturell engagierten Fanclubs „BVB International e.V.“ In diesem BVB-Fanclub, den er 1999 mitgegründet hat, war er allgemein für alle kulturellen, sozialen und sportlichen Aktivitäten verantwortlich. Der Fanclub „BVB International“ aus Kamen wurde für seine völkerverständigende und integrative Arbeit im Jahr 2007 durch die Bundesregierung und im Jahr 2008 durch den DFB ausgezeichnet.
Levent Aktoprak lebt heute in Dortmund. Er hat einen erwachsenen Sohn.

## Werke

### Lyrik
- Entwicklung (1983)
- Unterm Arm die Odyssee (1987)
- Unterm Arm die Odyssee / Das Meer immer noch im Kopf (2021)

### Radiofeatures in (Auswahl)
- Eine lyrische Reise durch unlyrische Zeiten oder Gedankenlandschaft an einem Nachmittag. WDR
- Bittere Heimat Deutschland oder der Weg zwischen den Kulturen. WDR
- Zwischen Bosporus und Ruhrgebiet. Türkische Kicker im Revier. WDR
- Der Basar, der Handel und der Islam. DLF
- Byzanz, Konstantinopel, Istanbul... Im Schatten der Metropole: Polonezköy, das Dorf der Polen. WDR
- Zwischen Belletristik und Engagement. Der Schriftsteller Yasar Kemal. WDR
- Deutsche Trainer am Bosporus. WDR
- Im Schatten der Moschee. Jüdisches Leben am Bosporus. WDR

## Auszeichnungen
- 1980: Erster Preisträger des Literaturförderpreises der Stadt Bergkamen
- 1989: Civis-Medienpreis für „Merhaba“.

## Belege
1. ↑  Levent Aktoprak. In: NRW Literatur im Netz. Westfälisches Literaturbüro in Unna e.V., 7. September 2011, archiviert vom Original am 28. Januar 2019; abgerufen am 28. Januar 2019.
2. ↑  Levent Aktoprak: Unterm Arm die Odyssee. Daǧyeli, Berlin 1983, ISBN 978-3-924320-56-0.
3. ↑  Levent Aktoprak: Das Meer immer noch im Kopf. Dağyeli, Berlin 1991, ISBN 978-3-89329-127-4.

| Personendaten    | Personendaten                                            |
| ---------------- | -------------------------------------------------------- |
| NAME             | Aktoprak, Levent                                         |
| KURZBESCHREIBUNG | deutscher Schriftsteller, Hörfunk- und Fernsehjournalist |
| GEBURTSDATUM     | 18. September 1959                                       |
| GEBURTSORT       | Ankara, Türkei                                           |